# Bellegarde-sur-Valserine
Bellegarde-sur-Valserine är en kommun i departementet Ain i regionen Auvergne-Rhône-Alpes i östra Frankrike. Kommunen ligger  i kantonen Bellegarde-sur-Valserine som ligger i arrondissementet Nantua. Kommunens areal är 15,25 km². År 2018 hade Bellegarde-sur-Valserine 11 450 invånare.

## Befolkningsutveckling
Antalet invånare i kommunen Bellegarde-sur-Valserine
Referens: INSEE